# E806号線
E806号線 (E806ごうせん、英: European route E806) はポルトガルにあり、トレス・ノヴァス – アブランテス – カステロ・ブランコ – グアルダを結ぶ、欧州自動車道路のBクラス幹線道路。

## 経路
- ポルトガル
  - E01号線, E80号線 - トレス・ノヴァス
  - アブランテス
  - カステロ・ブランコ
  - グアルダ